# María Rosa Muiños
María Rosa Muiños (Buenos Aires, 21 de abril de 1967) es una dirigente política, actual Defensora del Pueblo de la Ciudad de Buenos Aires. Entre 2013 y 2021 se desempeñó como legisladora porteña, donde fue dos veces Vicepresidenta 2.ª la Legislatura de la Ciudad de Buenos Aires. Además, presidió la Comisión de Descentralización y Participación Ciudadana desde donde trabajó en profundidad para el pleno cumplimiento de la Ley N° 1777 (Ley de Comunas), en políticas de inclusión y en pos de la concreción de la autonomía de la Ciudad.
Antes de asumir el cargo legislativo, se desempeñó desde 2008 como directora general del Centro de Estudios de Fortalecimiento Institucional (CEFI) de la Defensoría del Pueblo de la Ciudad de Buenos Aires.

## Biografía
A los 17, obtuvo su primer trabajo, cajera en un club sindical, los fines de semana.
Empezó a militar en el peronismo en 1987. Fue Directora del Centro de Estudios de Fortalecimiento Institucional de la Defensoría del Pueblo de la Ciudad desde 2008 hasta 2013. Organizó seminarios, cursos y talleres de capacitación para funcionarios públicos y ciudadanos. Además, desarrolló labores sobre políticas públicas en trabajo y empleo, formación profesional, migraciones, servicios sociales y seguridad social. 
En 2013 ocupó el segundo lugar en la lista de candidatos a legisladores porteños del Frente para la Victoria que encabezó el ex canciller Jorge Taiana.
El 6 de septiembre de 2016 conformó y presidió el Bloque Peronista de la Legislatura porteña junto a Silvia Gottero y Claudio Heredia.
En diciembre de 2016 fue elegida como mejor legisladora de la ciudad del año en el marco de la ceremonia de entrega de los Premios Parlamentarios 2016, que otorga anualmente el Semanario Parlamentario.
Fue candidata a renovar su banca como legisladora en 2017 por la lista Unidad Porteña, siendo reelecta hasta 2021.
En mayo de 2019, encabezó un acto por el 25 de Mayo junto a Alberto Fernández, que recientemente había sido confirmado como candidato a presidente del Peronismo.
Terminó su mandato como legisladoras del Frente de Todos y Vicepresidenta 2° de la Legislatura de la Ciudad en 2021 y fue votada por más de los dos tercios necesarios como Defensora del Pueblo de la Ciudad de Buenos Aires.

## Comisiones que integró
- Junta de Ética, Acuerdos y Organismos de Control[10]
- Junta de Interpretación y Reglamento
- Justicia
- Planeamiento Urbano
- Presupuesto, Hacienda, Administración Financiera y Política Tributaria (Vicepresidenta 1)

## Distinciones
- Mejor Legisladora (2016), entregada por la Legislatura de la Ciudad de Buenos Aires[11]